# ウェスト・キャメロン郡区 (ペンシルベニア州ノーサンバーランド郡)
ウェスト・キャメロン郡区（West Cameron Township）は、アメリカ合衆国ペンシルベニア州ノーサンバーランド郡にある郡区である。2000年現在の人口は517人。

## 地理
アメリカ国勢調査局によると、ウェスト・キャメロン郡区の総面積は30.7km2で、すべて陸地である。

## 人口
2000年の国勢調査によると、ウェスト・キャメロン郡区の人口は517人であり、192世帯、149家族が居住している。人口密度は 1平方キロメートルあたり16.9人である。205軒の家があり、1平方キロメートルあたり6.7軒の家が建っている。町の人種構成は、100.00%が白人、0.00%が黒人ないしアフリカ系アメリカ人、0.00%がアメリカ先住民、0.00%がアジア人、0.00%が太平洋諸島系、0.00%がその他の人種であり、0.00%は混血である。人口の0.19%はラテン系である。
全世帯の31.3%には18歳未満の子供が同居しており、66.7%は夫婦で一緒に生活している。5.2%は夫のいない女性が世帯主であり、21.9%は独身である。全世帯の19.3%は一人暮らしであり、9.4%が65歳以上である。平均世帯人数は2.69人、平均家族人数は3.05人である。
ウェスト・キャメロン郡区の人口は、23.4%が18歳未満、18歳以上24歳以下が7.9%、25歳以上44歳以下が30.6%、45歳以上64歳以下が24.6%、65歳以上が13.5%である。年齢の中央値は39歳である。女性100人に対して男性110.2人であり、18歳以上の100人の女性に対して男性は109.5人である。
町の1世帯あたりの平均収入は32,813ドルであり、1家族あたりの平均収入は35,625ドルである。男性の平均収入が31,250ドルであるのに対し、女性の平均収入は19,000ドルである。1人あたりの収入は14,563ドルである。人口の4.7%（全家族の5.7%）が極貧層である。18歳以下の住民の7.5%、65歳以上の住民の8.4%は貧しい生活を送っている。